# Коканок (Аляска)
Коканок (англ. Kokhanok) — переписна місцевість (CDP) в США, в окрузі Лейк-енд-Пенінсула штату Аляска. Населення — 152 особи (2020).

## Географія
Коканок розташований за координатами 59°24′48″ пн. ш. 154°44′51″ зх. д. / 59.41333° пн. ш. 154.74750° зх. д. (59.413337, -154.747452).  За даними Бюро перепису населення США в 2010 році переписна місцевість мала площу 54,24 км², з яких 53,94 км² — суходіл та 0,30 км² — водойми.

## Демографія
Згідно з переписом 2010 року, у переписній місцевості мешкало 170 осіб у 52 домогосподарствах у складі 39 родин. Густота населення становила 3 особи/км².  Було 65 помешкань (1/км²).
Расовий склад населення:
| - 80,0 % — корінних американців - 9,4 % — білих |

До двох чи більше рас належало 10,0 %. Частка іспаномовних становила 1,8 % від усіх жителів.
За віковим діапазоном населення розподілялося таким чином: 29,4 % — особи молодші 18 років, 63,5 % — особи у віці 18—64 років, 7,1 % — особи у віці 65 років та старші. Медіана віку мешканця становила 27,0 року. На 100 осіб жіночої статі у переписній місцевості припадало 88,9 чоловіків;  на 100 жінок у віці від 18 років та старших — 93,5 чоловіків також старших 18 років.
Середній дохід на одне домашнє господарство  становив 40 040 доларів США (медіана — 32 083), а середній дохід на одну сім'ю — 48 668 доларів (медіана — 38 333). Медіана доходів становила 47 500 доларів для чоловіків та 46 250 доларів для жінок. За межею бідності перебувало 24,1 % осіб, у тому числі 10,5 % дітей у віці до 18 років та 20,0 % осіб у віці 65 років та старших.
Цивільне працевлаштоване населення становило 52 особи. Основні галузі зайнятості: освіта, охорона здоров'я та соціальна допомога — 50,0 %, публічна адміністрація — 30,8 %, транспорт — 7,7 %, науковці, спеціалісти, менеджери — 3,8 %.